# Kappe (Bergbau)

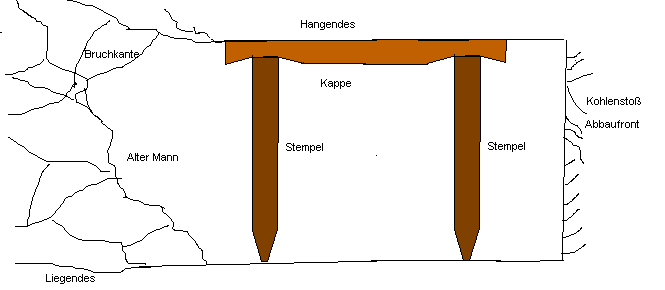
Holzausbau Stempel und Kappe

Als Kappe, oder auch Kappschiene, bezeichnet man im Bergbau ein Ausbauteil, das am Hangenden anliegt und im Regelfall durch Grubenstempel gestützt wird. Kappen werden aus Holz, Leichtmetall oder Stahl hergestellt.

## Grundlagen
Kappen müssen auf den jeweiligen Ausbautyp abgestimmt sein. Man unterscheidet unterschiedliche Kappen. Mit den Kappen wird das Hangende entweder linienförmig einzeln oder in verbundenen Kappenketten unterfangen. Für den Streckenausbau gibt es starre Kappen und Kappen, die an den Enden mit Gelenken versehen sind. Die Kappen sind gemäß dem Streckenquerschnitt geformt. Um die Kappen mit dem Stempel zu verbinden, werden entsprechende Verbindungselemente benötigt. Bei rechteckigem Ausbau werden zur starren Verbindung von Kappe und Stempel spezielle Kappwinkel eingesetzt. Für den Strebausbau unterscheidet man starre und Gelenkkappen. Für die Schaffung von Kappenverbindung zu sogenannten Kappenketten werden Kappschuhe benötigt. Um den Strebausbau beim Einzelstempelausbau im Bereich des Streckensaumes zu sichern, werden Kappenverbindungselemente zwischen der Kappe des Strebausbaus und des Streckenausbaus montiert. Diese Kappenverbindungselemente werden auch Strebkappenhalterung oder Anklemmstegende genannt. Um in Abbaustrecken den Bogenausbau im Übergangsbereich zwischen Streb und Strecke zusätzlich zu sichern, wird an die Kappe ein Kappenabfangschuh montiert. Unter diesen Kappenabfangschuh wird ein Hydraulikstempel gestellt, der den ausgebauten Stempel des Streckenausbaus ersetzt und den Ausbau verstärkt.

## Holzkappen

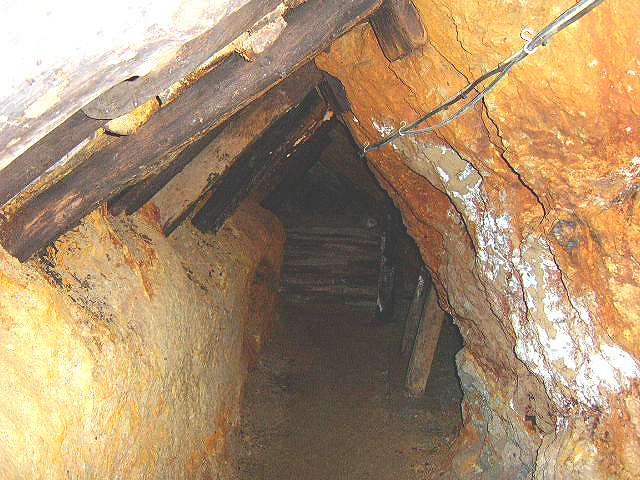
Firstsicherung

Holzkappen haben in der Regel eine Länge von zwei bis drei maximal 3,5 Meter. Als Holzkappen wurden zunächst Hölzer aus Tannen- oder Fichtenholz eingesetzt. Da beim Holzausbau die Kappe immer das stärkere Bauelement sein soll, wurden später Kappen aus Eichenholz verwendet. Diese Kappen hatten eine größere Biegefestigkeit. Dies ist insbesondere bei schlechtem Gebirge von Vorteil, da sich Kappen schlechter auswechseln lassen als Stempel. Insbesondere bei brächigem Hangenden besteht die Gefahr, dass das Hangende hereinbricht. Bei der Steilen Lagerung müssen Kappen mit abgeschrägten Enden immer so eingebaut werden, dass die abgeschrägte Seite zum Hangenden zeigt. Dies ist erforderlich, um das Einschlagen der Stempel bei Kappen zu erleichtern.

## Leichtmetallkappen
In der Mitte des 20. Jahrhunderts wurden im Steinkohlenbergbau Kappen aus Leichtmetall eingesetzt. Allerdings war ihr Einsatz auf den Strebbau beschränkt. Der Grund lag darin, dass das geringere Gewicht der Leichtmetallkappen nur hier und nicht beim Streckenausbau einen Vorteil brachte. Eingesetzt wurden die Leichtmetallkappen überwiegend in der flachen und in der mäßig geneigten Lagerung. In der steilen Lagerung wurden sie nicht eingesetzt. Nachteilig bei den Kappen aus Leichtmetall ist ihre Empfindlichkeit gegen saure und salzige Grubenwässer. Im Steinkohlenbergbau des Ruhrgebietes wurde die Verwendung von Leichtmetallkappen verboten. Schlagen Bauteile aus Aluminium oder anderen Leichtmetallen auf rostige Eisenteile, entstehen dabei Funken mit großer Zündfähigkeit. Zu diesem, als Thermitreaktion bezeichnetem Effekt kann es auch kommen, wenn auf den Aluminiumteilen Flugrost liegt und darauf z. B. mit einem Hammer geschlagen wird. Durch diese Funken können Methangasgemische entzündet werden.

## Kappen aus Stahl
Kappen aus Stahl haben eine größere Tragfähigkeit als Kappen aus Eichenholz. Dies führte bereits im 19. Jahrhundert zum verstärkten Einsatz von Kappen aus Stahl, wo immer eine besonders hohe Zuverlässigkeit gefragt war. Aufgrund der Verbreiterung der Strecken oder auch im Bereich von Streckenabzweigen haben Kappen aus Stahl wegen ihrer größeren Tragfähigkeit erhebliche Vorteile gegenüber Kappen aus anderen Materialien. Stahlkappen haben gegenüber Holzkappen auch den Vorteil des geringeren Raumbedarfs. Zunächst wurden Kappen aus Stahl auf Holzstempel oder auf Seitenmauern gesetzt, später wurde dann der gesamte Ausbau aus Stahl erstellt. Die Kappen wurden am Anfang aus ausrangierten Vignolschienen erstellt, die man mit Winkeleisen versah und an den Holzstempeln festschraubte. Bei größerem Gebirgsdruck wurden mehrere Schienen nebeneinander gelegt und durch Schraubenziehbänder verbunden. Später wurden anstelle der Eisenbahnschienen, T-Profile oder bei höherem Gebirgsdruck I-Profile verwendet. I-Profile wurden auch zum Ausbau von Füllörtern, untertägigen Maschinenräumen und Pferdeställen verwendet. In Strecken werden anstelle der geraden Profile auch gebogene Kappen verwendet.

## Kappen beim Strebausbau

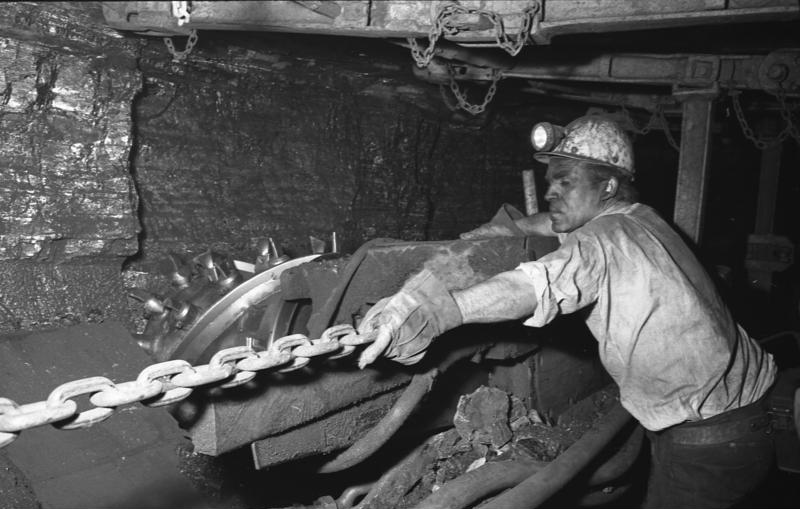
Einzelstempelausbau mit Kappen

Im Abbau beim Einzelstempelausbau werden Kurzkappen, Tellerkappen und Gelenkkappen eingesetzt. Kurzkappen werden für die stempelfreie Abbaufront benötigt und sind zwischen 800 und 1600 Millimeter lang. Tellerkappen werden in geringmächtigen Flözen verwendet. Da hier der Einsatz von normalen Kappen hinderlich ist, können diese Kappen bei nicht brächigem Hangenden eingesetzt werden. Bei dieser Art von Kappen handelt es sich um runde oder ovale Teller, die auf den Stempelkopf gesetzt werden. Die Kappen haben untereinander keine Verbindung. Gelenkkappen haben den Vorteil, dass sie ein Vorpfänden ermöglichen. Die Kappen bestehen aus I-Profilen, an deren Enden ein Gelenk vorhanden ist. Die Kappen können miteinander über dieses Gelenk verbunden werden. Das Gelenk ist so konstruiert, dass es verriegelt werden kann. Durch diese Verriegelung entsteht zwischen beiden Kappen eine feste Verbindung. Die vorgepfändete Kappe kann ohne Stempelunterstützung ein Gewicht von bis zwei Tonnen aufnehmen. Der Stempel wird erst später, meist nach Stunden, zur Unterstützung gesetzt. Im deutschen Steinkohlenbergbau wurde sehr häufig Vanwersch-Kappen als Gelenkkappen eingebaut. Bei diesen Kappen ist an einem Ende ein Gabelkopf und am anderen Ende eine keilförmige Zunge. Im Gabelkopf befinden sich zwei und in der keilförmigen Zunge ein Bohrloch. Die Bohrlöcher im Gabelkopf sind rund, das Loch in der Zunge ist oval und größer. Die Verbindung der beiden Kappen erfolgt über zwei Bolzen, die durch die Löcher im Gabelkopf gesteckt werden. Am Zungenende wird ein Bolzen durch das ovale Loch gesteckt, der andere Bolzen schiebt an der keilförmigen Spitze vorbei und verriegelt so das Gelenk.

## Kappen beim Schreitausbau

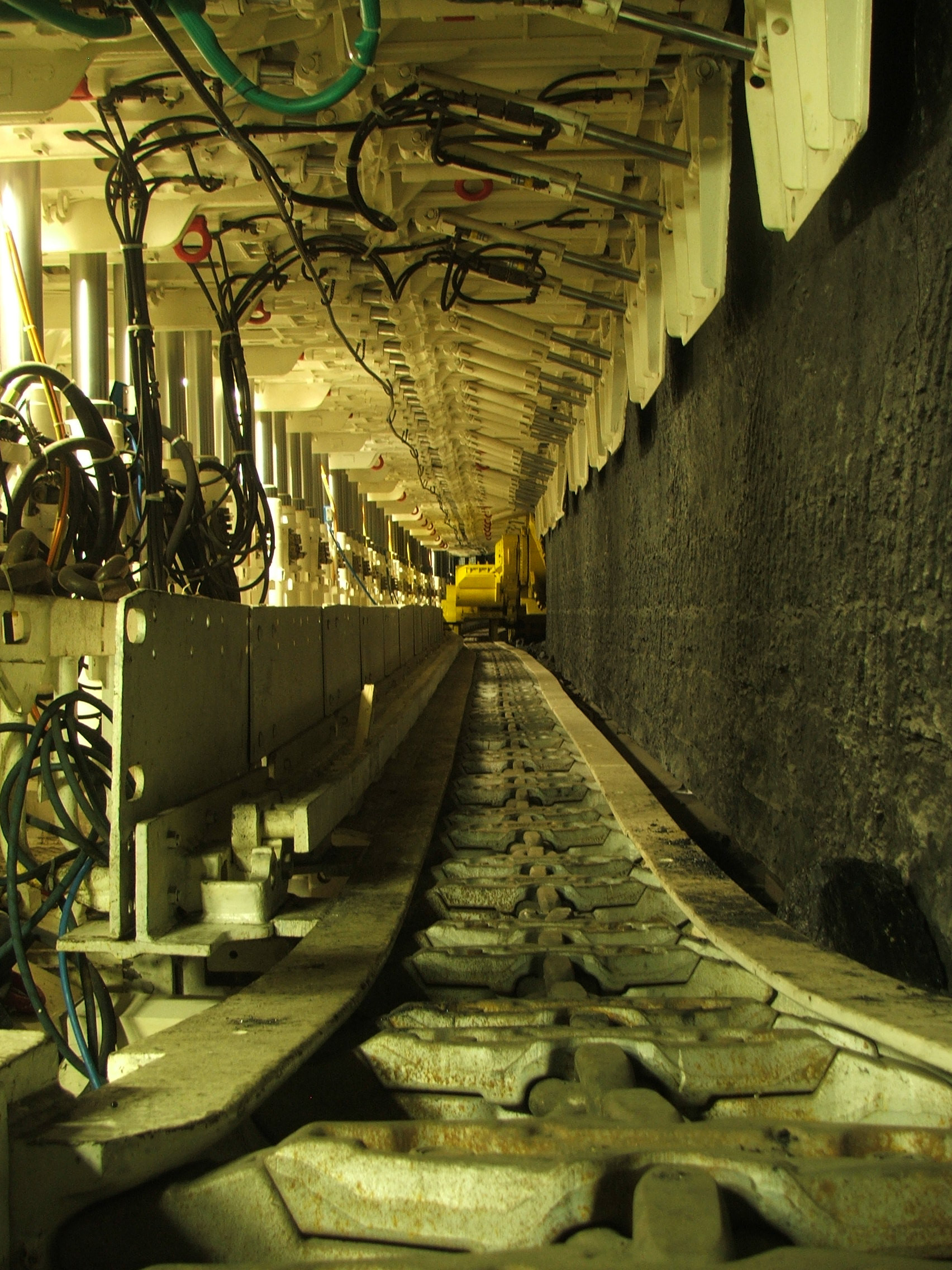
Kappen beim Schreitausbau von unten gesehen. Im vorderen Bereich die Anstellkappen.

Beim Schreitausbau gibt es unterschiedliche Kappenformen. Es gibt starre Kappen, Gelenkkappen, Sperrgelenkkappen, Anstellkappen und Anstellschiebekappen. Gelenkkappen sind Kappen, die durch ein Gelenk zweigeteilt sind. Sperrgelenkkappen sind so konstruiert, dass sie nach unten gelenkig sind und nach oben starr werden. Anstellkappen sind mit einem zusätzlichen Gelenk versehen, dadurch kann der vordere Kappenteil mittels eines Hydraulikzylinders bewegt werden. So kann der vordere Kappenteil besser an schlecht ausgebildete Hangendschichten angelegt werden. Bedingt durch die längere Kappenkonstruktion wird eine günstigere Stützkrafteinteilung erzielt. Dadurch wird eine bessere Hangendbeherrschung am Kohlenstoß erzielt. Anstellschiebekappen sind in den Schreitausbau integrierte ausfahrbare Körper. Die Anstellschiebeklappen werden abhängig vom Stand des Strebförderers automatisch aus- oder eingefahren. Sie folgen der Gewinnung mit dem Hobel, indem die Kappe in Schritten von zehn bis fünfzehn Zentimeter ausgefahren wird. Dadurch unterstützt die Anstellschiebekappe wirksam das Hangende.